# Tajne akcje CIA
Tajne akcje CIA (ang. The Agency, 2001–2003) – amerykański serial dramatyczny stworzony przez Michaela Frosta Becknera.
Jego światowa premiera odbyła się 27 września 2001 roku na kanale CBS i był emitowany do 17 maja 2003 roku. W Polsce serial nadawany był na kanale TVP2.

## Fabuła
Serial pokazuje codzienną walkę agentów CIA z różnymi organizacjami przestępczymi oraz przedstawia tajne akcje agentów przeciwko różnym zagrożeniom w USA, a także na całym świecie. Ich zadanie to obrona, rozwiązywanie skomplikowanych zagadek szpiegowskich, itp.

## Obsada
- Gil Bellows jako Matt Callan (seria I)
- Daniel Benzali jako Robert Quinn
- Beau Bridges jako Tom Gage
- Rocky Carroll jako Carl Reese
- David Clennon jako Joshua Nankin
- Ronny Cox jako dyrektor Alex Pierce
- Jason O’Mara jako A.B. Stiles (seria II)
- Will Patton jako Jackson Haisley
- Gloria Reuben jako Lisa Fabrizzi
- Richard Speight Jr. jako Lex (seria II)
- Paige Turco jako Terri Lowell